# Горянка (Бахчисарайский район)
Горя́нка (до 1948 года Ла́ки, Ла́ка; крымскотат. Laki, Лаки) — исчезнувшее село в Бахчисарайском районе Республики Крым. Располагалось в средней части Второй Гряды Крымских гор, в небольшой долине, впадающей слева в верхнем течении в реку Кача. В 3 километрах к югу от Лак находится Высокое (Нижний Керменчик), в 5 км к северу — село Машино. Происхождение названия неясно, Бертье-Делагард, например, считал, что оно происходит от имени св. Луки.
Но поскольку села и городки с таким названием встречаются в самой Греции, например на острове Лерос, то, возможно, этимология — греческая и означает «Яма».

## История
Лаки — древнее греческое село, основанное в раннем средневековье потомками, готов, аланов, смешавшихся с остатками коренного населения.
Результаты археологических раскопок датируют следы двух поселений VI—VII веками, в округе села — остатки свыше десятка церквей. Из более-менее сохранившихся — крестовокупольный храм Троицы начала XV века, обследованный Ю. А. Кулаковским в 1895 году с надписями 1413 и 1421 годов. В 1898 году А. Л. Бертье-Делагард на древнем кладбище селения обнаружил известняковое надгробье с надписью на византийском греческом языке которую в том же году опубликовал эпиграфист и историк, академик В. В. Латышев. Он, а также современный учёный Андрей Виноградов, перевели эпитафию, гласящую: «Почил раб Божий Феодорицис и Хатай, его брат, сыновья Палпана, сына Чогатая, 1 [м]ая 6809 года», то есть, 1301 год — самая ранняя известная надпись Лак. Исследователь особо отмечает сочетание в одной христианской семье греческих и тюркских имён. На кладбище у храма также обнаружено надгробье неких Феодорицы и Хаты, датированное 1362 годом и надгробие Чупана, сына Янаки и сына его Алексия, зарезанных "во дни Темира в месяце июне, в день 28, года 6872 (1364 год) (остальные церкви известны только по результатам археологических раскопов).
Впервые в исторических документах встречается в «Османском реестре земельных владений Южного Крыма 1680-х годов», согласно которому в 1686 году (1097 год хиджры) 9 жителей селения Лак (8 христиан и 1 мусульманин), владели участками земли в виноградниках Балбек. Лаки обозначены на карте Я. Ф. Шмита 1777 года.
В «Ведомости о выведенных из Крыма в Приазовье христианах» А. В. Суворова от 18 сентября 1778 года, составленной уже после объявления независимости ханства от Османской империи в 1774 году, имеется запись о выведенных из Лак 406 греках и 6 священниках, которые основали на новом месте (вместе с выходцами из села Богатырь) одноимённое село. По Ведомости барона О. А. Игельстрома от 14 декабря 1783 года в Лаках остались 58 пустых домов, из которых «26 разорены, а 32 целых» и одна целая церковь; по другому регистру пустовало 35 дворов. В ведомости «при бывшем Шагин Герее хане сочиненная на татарском языке о вышедших християн из разных деревень и об оставшихся их имениях в точном ведении его Шагин Герея» и переведённой 1785 году, записано
В сеи деревне 74 человек християн домы земли их все вместе и по тому не вписываются имена хозяев…
с уточнением, что на момент составления ведомости в ней уже были расположены албанцы. Также имеется документ о строительстве в селе в 1794 году каменной церкви св. Луки. В 1796 году землю деревни выделили греческим офицерам из отряда Мавромихали, вывезенных в Крым Алексеем Орловым после Первой Архипелагской экспедиции, но в Ведомости о всех селениях в Симферопольском уезде состоящих с показанием в которой волости сколько числом дворов и душ… от 9 октября 1805 года деревня не значится, на военно-топографической карте генерал-майора Мухина 1817 года деревня обозначена пустующей, нет её и в «Ведомости о казённых волостях Таврической губернии 1829 года». На карте 1836 года в греческой деревне Лаки 18 дворов, а на карте 1842 года Греческие Лаки Богатырской волости Ялтинского уезда обозначены на карте условным знаком «менее 5 дворов».
В 1860-х годах, после земской реформы Александра II, деревня осталась в составе преобразованной Богатырской волости. Согласно «Списку населённых мест Таврической губернии по сведениям 1864 года», составленному по результатам VIII ревизии 1864 года, в казённом греческом селе Лаки, при беъименном ключе, записан 31 двор, 169 жителей и православная церковь (на трёхверстовой карте Шуберта 1865—1876 года в Лаках 27 дворов). В Памятной книге Таврической губернии 1889 года, составленной по результатам X ревизии 1887 года, в деревне 58 дворов и 280 жителей, а на подробной карте 1890 года 25 дворов с греческим населением.
После земской реформы 1890-х годов деревня осталась в составе Богатырской волости, но в «Памятны книжках» 1892 и 1900 года Лаки не записаны. В путеводителе 1902 года А. Я. Безчинского в Лаках отмечалось около 60 дворов с греческим населением и церковь во имя св. Луки, перестроенная из древней (по другим данным новый храм был построен в 1904 году на средства бахчисарайского купца Дмитрия Пачаджи), стоящий по сей день. На 1914 год в селении действовала земская школа. По Статистическому справочнику Таврической губернии. Ч.II-я. Статистический очерк, выпуск восьмой Ялтинский уезд, 1915 год, в селе Лаки Богатырской волости Ялтинского уезда, числилось 85 дворов с греческим населением. Другие статисттические данные отсутствуют.

### Новое время
После установления в Крыму Советской власти, по постановлению Крымревкома от 8 января 1921 года была упразднена волостная система и село вошло в состав Коккозского района Ялтинского уезда (округа). Постановлением Крымского ЦИК и Совнаркома от 4 апреля 1922 года Коккозский район был выделен из Ялтинского округа и сёла переданы в состав Бахчисарайского района Симферопольского округа. 11 октября 1923 года, согласно постановлению ВЦИК, в административное деление Крымской АССР были внесены изменения, в результате которых округа (уезды) были ликвидированы, Бахчисарайский район стал самостоятельной единицей и село включили в его состав. Согласно Списку населённых пунктов Крымской АССР по Всесоюзной переписи 17 декабря 1926 года, в селе Лаки, центре Лакинского сельсовета Бахчисарайского района, числилось 68 дворов, из них 42 крестьянских, население составляло 260 человек (121 мужчина и 139 женщин). В национальном отношении учтено: 240 греков, 17 русских, 1 украинец, 2 армян, действовала греческая школа. По данным той же переписи в селе проживало 240 греков, действовала греческая школа I ступени (пятилетка). В Лаках в 1930-е годы был организован колхоз «Нео зои» (Новая жизнь).. К 1941 году сельсовет ликвидировали (в списках на январь 1941 года не значится).
В годы Великой Отечественной войны, после оккупации, 23 марта 1942 года, за поддержку партизан, село по пропагандировавшейся в позднем СССР версии было уничтожено татарами, 16 мирных жителей (в том числе 8 месячный ребёнок) расстреляны, а оставшихся жителей выселили в район Биюк-Онлара. В проведённом в 1969 году Крымским управлением КГБ СССР следствии ответственность возлагается также на айнзацкоманду 11-а СД, дислоцировавшуюся в Бахчисарае, и её командира Пауля Цаппа. С другой стороны, по данным немецких документов (отдел 1С 11-й армии) в связи со строительством позиции устройства «До» (нем. Do-gerät) подразделениями 4-й горно-стрелковой бригады румын производилась операция по перемещению жителей из села Лаки в филиал «Дулага 241». Операция проводилась румынскими подразделениями: 99-й ротой военной полиции, частями румынской ортскомендатуры и 4-м эскадроном горной кавалерии. Оцепление осуществлялось подразделениями 19-го и 20-го батальонов горных стрелков, командовал операцией оберст-лейтенант (подполковник) Поповичи. В операции так же участвовали части, которые были задействованы в противопартизанских мероприятиях несколькими днями ранее. В фильтрационный лагерь в районе Биюк-Онлара были перемещены 217 человек, жителей деревни Лаки. Об участии татарских формирований в этой операции не упоминается. Указано, что жители села оказали вооружённое сопротивление, расстреляно 19 человек. После освобождения села Красной Армией в апреле 1944 года жители начали возвращаться в Лаки, но 27 июня того же года, по Постановлению ГКО № 5984 от 2 июня 1944 года, крымские греки были депортированы в Среднюю Азию и на Урал. 12 августа 1944 года было принято постановление № ГОКО-6372с «О переселении колхозников в районы Крыма» по которому в район планировалось переселить 6000 колхозников и в сентябре 1944 года в район приехали первые новосёлы (2146 семей) из Орловской и Брянской областей РСФСР, а в начале 1950-х годов последовала вторая волна переселенцев из различных областей Украины. С 25 июня 1946 года Лаки в составе Крымской области РСФСР. Указом Президиума Верховного Совета РСФСР от 18 мая 1948 года село Лаки было переименовано в Горянку. Расселено в период с 1954 по 1960 годы: согласно справочнику «Крымская область. Административно-территориальное деление на 1 января 1968 года» с 1954 по 1960 годы, но в справочнике административно-территориального деления Крымской области на 15 июня 1960 года Горянки уже нет.
В 2000-е годы греческое общество Крыма предпринимало неоднократные попытки по возрождению села Лаки. В настоящее время, на базе старой церкви, основан и действует монастырь св.апостола и евангелиста Луки.

## Динамика численности населения
- 1778 год — 412 чел.[13]
- 1864 год — 169 чел.[22]
- 1889 год — 280 чел.[24]
- 1926 год — 260 чел.[35]